# Зигмунд Фройд
Зи́гмунд Фрейд, також Зиґмунд Фройд, Зигмунд Фройд (нім. Sigmund Freud, МФА: [ˈziːkmʊnt ˈfʁɔʏt]; повне ім'я Сигізмунд Шломо Фройд; 6 травня 1856, Пршибор, Австро-Угорщина (тепер Моравсько-Сілезький край, Чехія) — 23 вересня 1939, Лондон) — австрійський психолог і невролог єврейського походження, який вивчав людське несвідоме. Він розвинув методику вільних асоціацій та тлумачення сновидінь, яку було покладено в основу психоаналізу, і сформулював концепцію структури психіки (Ід, Еґо та Супереґо, або Воно, Я і Над-Я).

## Біографія

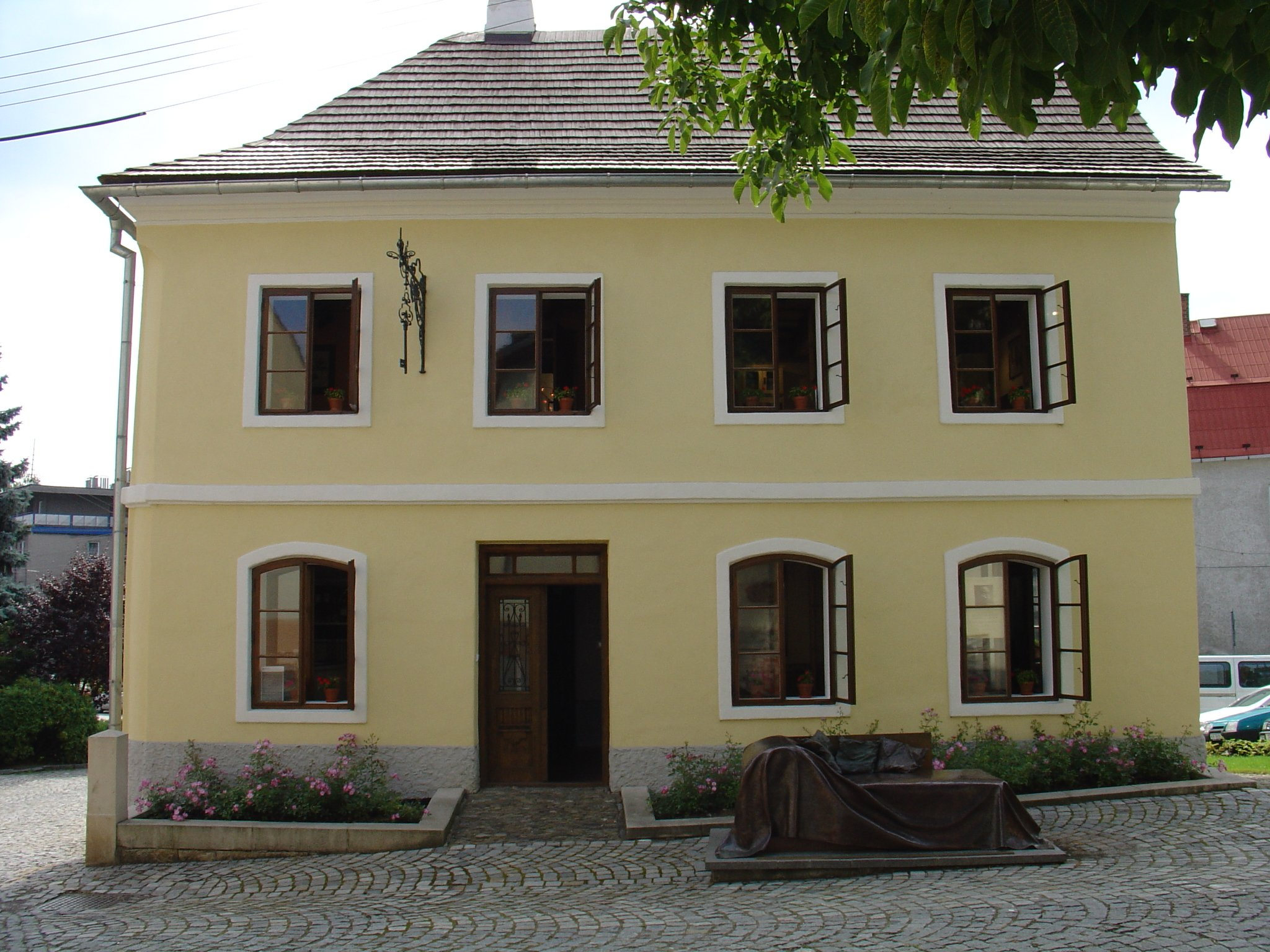
Дім у Пржиборі — місце народження З. Фройда

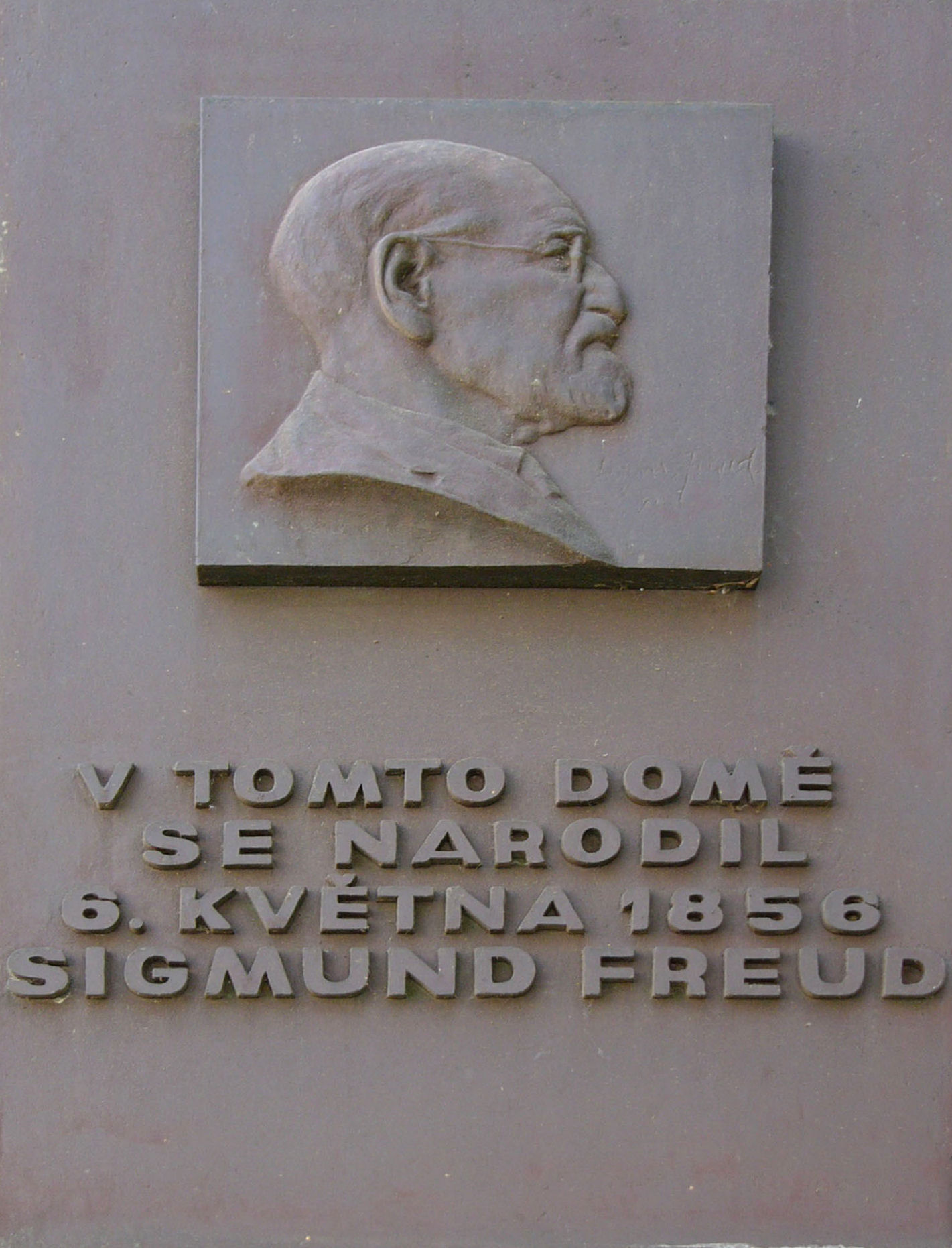
Меморіальна дошка на будинку у Пржиборі (Чехія), де народився Зигмунд Фройд

Меморіальна дошка на будинку у Тисмениці, де народився Якоб Фройд, батько Зигмунда Фройда

### Сім'я. Фройд та Україна
Зигмунд народився у єврейській сім'ї Якоба Фройда та його другої дружини Амалії Натансон.
Батько народився 18 грудня 1815 року в місті Тисмениця (сучасна Івано-Франківська область), в Галичині, і провів там перші 25 років свого життя. У Тисмениці він уперше одружився у 19-річному віці, але перша дружина померла передчасно. Потім одружився вдруге, дав життя двом старшим братам Зигмунда — Еммануелю і Філіпу. Мати — Амалія Натансон — народилася в Україні, в місті Броди на Львівщині, виросла в Одесі.
Дослідження родинного дерева Фройдів по надгробках єврейського кладовища в Бучачі показує, що вперше це прізвище з'явилося там у 1710 році. Воно пішло від жіночого імені Фройде. Таке ім'я мала прабабуся Зигмунда, яка жила в Бучачі. Тоді євреї не мали прізвищ, але після приєднання цього регіону до Австрійської імперії в 1772 році влада змусила євреїв отримати спадкові прізвища. Про це навіть видали спеціальні накази 1787, 1789 і 1805 років. Умови були такі: прізвища мають бути приведені до німецьких, заборона на використання «старих» єврейських прізвищ. Тому сім'я отримала прізвище Фройд на німецький манер. Загалом чотири покоління Фройдів народилося в Бучачі. Зокрема, й дід Зигмунда Соломон (Шломо) Фройд.
Дід Зигмунда Шломо народився в місті Бучачі (нині Тернопільська область), замолоду переїхав до Тисмениці. За одними даними, немає достатніх доказів, що батьки Зигмунда мешкали у Бучачі. Але за іншими даними, вони мешкали у цьому місті до переселення в німецьке місто Фрайберґ (нині — місто Пржибор у Чехії) поблизу кордонів Пруссії та Австрії.
1860 року родина Якоба Фройда через фінансові труднощі перебралась до Відня. У 9 років Зигмунд вступив до гімназії Сперл (середня школа), де став одним з найкращих учнів, та закінчив її на відмінно в 17 років.
У статті «Моє життя і психоаналіз» Зигмунд писав: «Я народився 6 травня 1856 року в Фрайбергу в Моравії, маленькому містечку в нинішній Чехії. Мої батьки були євреї, і сам я залишаюся євреєм. Про моїх предків з батьківського боку я знаю, що вони колись мешкали в рейнських землях, у Кельні; у зв'язку з черговим переслідуванням євреїв у XIV або XV століттях, сімейство перебралося на схід, і впродовж XIX століття воно перемістилося з Литви через Галичину до німецькомовних країн, до Австрії».

### Освіта
Після завершення гімназії з відзнакою в 17 років Зигмунд планував зробити воєнну або ж політичну кар'єру, але внаслідок антисемітських настроїв та матеріальних труднощів мусив відмовитися від цих намірів. Після тривалих роздумів він 1873 року вступив на медичний факультет Віденського університету. До медицини він не відчував ані найменшого інтересу, згодом він неодноразово в цьому зізнавався і писав: «Я не відчував ніякої схильності до занять медициною і професії лікаря», а в пізні роки навіть говорив, що в медицині ніколи не відчував себе «як у своїй тарілці», та й взагалі справжнім лікарем себе ніколи не вважав.
У березні 1876 року він під пильним наглядом професора Карла Клауса досліджував статеве життя вугрів, вивчав наявність сім'яників у самців. Це була його перша наукова робота. Найбільше вивчав він під час навчання фізіологію. 1881 року він на відмінно склав випускні екзамени та отримав кваліфікацію лікаря.
У 1882 році розпочав медичну практику. Наукові інтереси привели його до головної лікарні у Відні, де він почав дослідження в Інституті церебральної анатомії. На початку 1880-х років зблизився з Йозефом Бройєром та Жаном-Мартеном Шарко, які значно вплинули на вибір Фройдом напрямку наукової діяльності. 1884 року винайшов метод зафарбовування нервових шляхів хлоридом золота, але його визнали недосконалим.

### Шлюб
У 1886 році Зигмунд вступив в шлюб з Мартою Бернейс (Martha Bernays). Надалі у них народилось шестеро дітей — Матильда (1887—1978), Жан Мартін (1889—1967, якого назвали на честь Шарко), Олівер (1891—1969), Ернест (1892—1970), Софія (1893—1920) та Анна (1895—1982). Саме Анна Фройд стала послідовницею батька, заснувала дитячий психоаналіз, систематизувала та розробляла психоаналітичну теорію, зробила значний внесок у теорію і практику психоаналізу в своїх роботах.

### Становлення науковця
У 1891 році видали працю Фройда «Про афазію», в якій він уперше виступив з аргументованою критикою загальноприйнятої на той час концепції локалізації функцій мозку в певних його центрах і запропонував альтернативний функціонально-генетичний підхід до вивчення психіки та її фізіологічних механізмів. У статті «Захисні невропсихози. Спроба психологічного пояснення.» (1894) та роботі «Дослідження істерії» (1895, спільно з Йозефом Броєром) було засвідчено, що існує зворотна дія психічної патології на фізіологічні процеси та залежність соматичних симптомів від емоційного стану пацієнта.
З початком XX століття починають виходити основоположні наукові роботи:
- Тлумачення сновидінь (1900)[26]
- Психопатологія повсякденного життя (1901)
- Спогади дитинства Леонардо да Вінчі (1910)
- Тотем і табу (1913)
- Вступ до психоаналізу (1916—1917)
- По той бік принципу задоволення (1920)
- Психологія мас та аналіз людського «Я» (1921)
- Я та Воно (1923)

### Початок і розвиток наукової діяльності

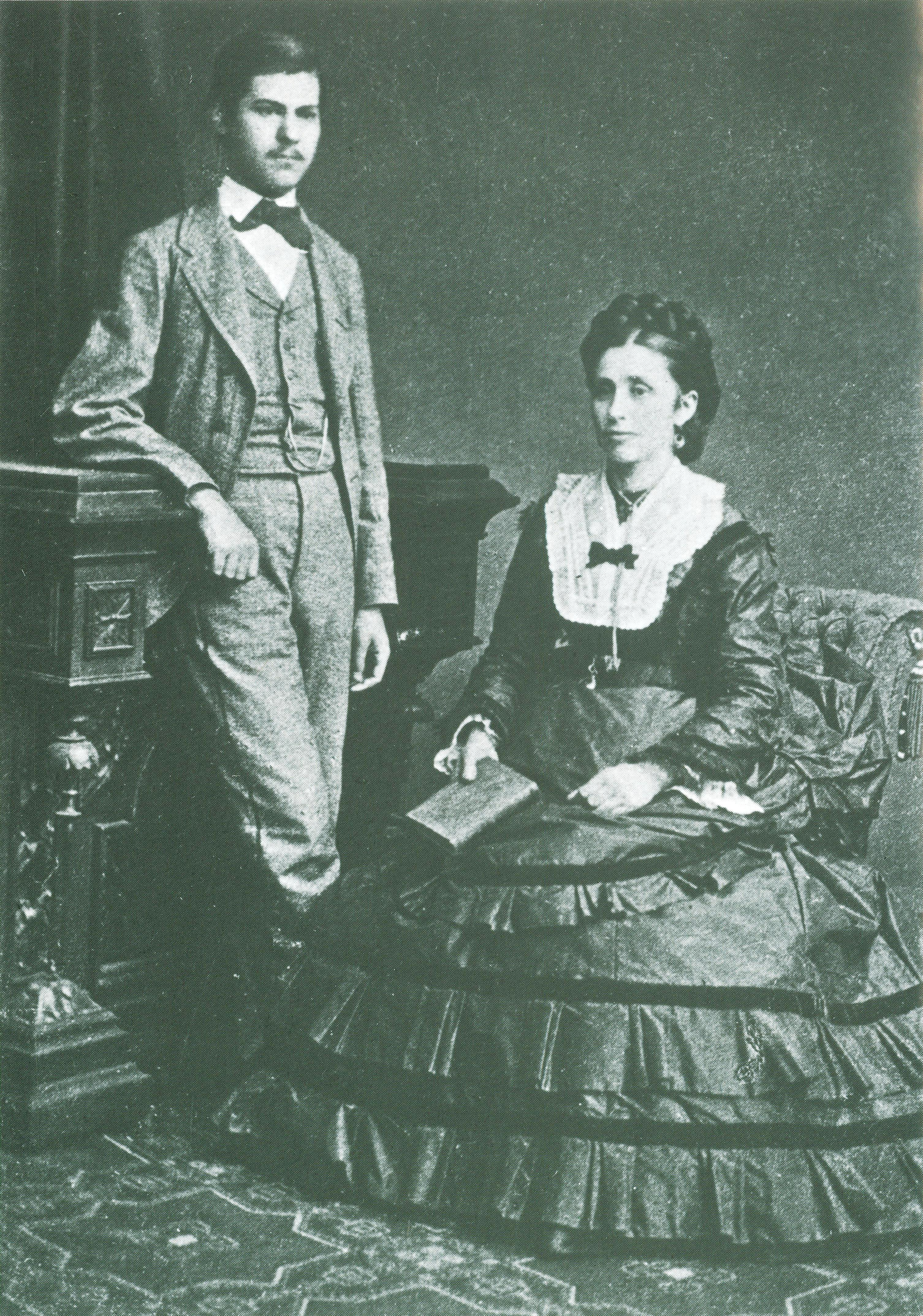
Зигмунд Фройд з матір'ю Амалією

У 1876–1882 роках — працював в лабораторії психології Ернста фон Брюке, вивчаючи гістологію нервових клітин, також працював в Інституті фізіології, де займався вивченням проблем психоаналізу. Потім перейшов до головного шпиталю Відня. Одержав звання приват-доцента з неврології. Стажувався у доктора Шарко в Парижі, перекладав німецькою мовою праці видатного медика. Відкрив приватну практику психоаналітика.
Фройд, жартуючи, називав себе Мойсеєм психоаналізу. У цьому зобразилося його життєве кредо: якщо антагоніст Риму Ганнібал мріяв про завоювання Риму, то Фройд — про інтелектуальне завоювання світу.
Вчений вірив у розумне й гармонійне облаштування світу під егідою диктатури еліти. У праці «Майбутнє однієї ілюзії», сповідуючи платонівські принципи раціонального влаштування держави, обстоював антидемократичні засади, заперечував визначальну роль народу у суспільному житті й державобудівництві.
5 березня 1902 року до Фройда нарешті прийшли слава й визнання: найясніший цісар Франц Йосиф I підписав офіційний указ про надання вченому звання професора-асистента.
1908  розпочало роботу Віденське психоаналітичне товариство, де збиралися не лише медики, але й творча інтелігенція.
У період з 1910 по 1914 рік працював зі своїм найвідомішим пацієнтом з Одеси Сергієм Панкеєвим, відомішим як «людина-вовк».
1922 року Лондонський університет вшановував п'ятьох геніїв людства, зокрема й Зигмунда Фройда та Альберта Ейнштейна. Відтак психоаналітик став популярним не лише у Європі: його запросили на лекції в США, гонорари за це досягали десятків тисяч доларів.
Зигмунд Фройд — вчитель та ідейний натхненник європейського філософа і психолога Карла Юнга.

### Останні роки
У 1923 році у Фройда виявили рак піднебіння. Вчений переніс 33 тяжкі операції, але продовжував працювати до останніх днів свого життя.
У 1930 році Фройд став лауреатом премії Ґете.
1933 року в Німеччині до влади прийшли нацисти; доньку вченого Анну, яка очолювала Всесвітнє психоаналітичне товариство, заарештували. 1938 року, після приєднання Австрії до Німеччини та й наступних переслідувань євреїв з боку нацистів, становище Фройда значно ускладнилося. Після арешту доньки Анни та допиту в гестапо Фройд вирішив покинути Третій рейх. Однак влада не поспішала випускати його з країни. Він був змушений не тільки підписати принизливу подяку гестапо «за ряд добрих послуг», але й виплатити правлінню Рейху неймовірно величезний «викуп» в сумі 4000 доларів за право покинути Німеччину. Багато в чому завдяки зв'язкам грецької та данської принцеси Марі Бонапарт — пацієнтки та учениці Фройда — йому вдалося зберегти життя і разом з дружиною та донькою емігрувати до Лондона. Дві сестри Фройда потрапили до концентраційного табору, де загинули у 1942 році. Родина Фройда втекла до Лондона.
Нестерпно страждаючи від раку піднебіння, спричиненого тютюнопалінням, у 1939 році він попросив свого лікаря та друга Макса Шура допомогти йому здійснити евтаназію, ідея якої була на той час досить популярною. Той дав Фройду велику дозу морфію, від якої Зигмунд Фройд і помер 23 вересня у 83-річному віці. Тіло Зигмунда Фройда піддали кремації, прах вмістили в одну з давньогрецьких урн із його приватної колекції. Наразі урну зберігають у колумбарії лондонського крематорію Голдерс Грін разом із прахом його дружини Марти і доньки Анни.

## Наукова діяльність

### Народження психоаналізу
Історія психоаналізу бере свій початок у 1880-х роках у Відні, коли Зигмунд Фройд працював над розробкою ефективнішого способу лікування неврологічних та гістріонних захворювань. Дещо раніше Фройд зіткнувся з тим фактом, що частину розумових процесів він не усвідомлював як результат його неврологічних консультацій у дитячій лікарні, і при цьому він виявив, що у багатьох дітей, які мають розлади мовних функцій, відсутні органічні причини для виникнення таких симптомів. Пізніше у 1885 році Фройд проходив стажування в клініці Сальпетрієр під керівництвом французького невролога та психіатра Жана-Мартена Шарко, який справив на нього дуже сильний вплив. Шарко звернув увагу на те, що його пацієнтки часто страждали такими соматичними захворювання, як параліч, сліпота, пухлини, не маючи при цьому ніяких характерних в таких випадках органічних порушень. До роботи Шарко вважали, що жінки з істеричними ознаками мали блукаючу матку (дав.-гр. ὑστέρα означає «матка»), але Шарко встановив, що у чоловіків також могли виникати подібні психосоматичні симптоми. Фройд також ознайомився з експериментами в галузі лікування істерії, які проводив його наставник та колега Йозеф Бреєр. Це лікування було поєднанням гіпнозу та катарсису, пізніше у цьому методі процеси розрядки емоцій отримали назву «абреакція».
Попри те що більшість вчених вважала сновидіння або набором механічних спогадів про минулий день, або безглуздим набором фантастичних образів, Фройд розвивав точку зору інших дослідників про те, що сновидіння є зашифрованими повідомленнями. Аналізуючи асоціації, які виникали у хворих у зв'язку з тією чи іншою частиною сновидіння, Фройд робив висновки про етіологію розладів. Усвідомлюючи виникнення свого захворювання, пацієнти, як правило, виліковувались.
У молоді роки Фройд зацікавився гіпнозом та його використанням для допомоги душевнохворим. Пізніше він відмовився від гіпнозу, надаючи перевагу своєму власному методу вільних асоціацій та аналізу сновидінь. Ці методи стали основою психоаналізу. Фройд також цікавився тим, що тоді називали істерією, а зараз відомо нам як гістріонний розлад особистості, часто — конверсійний розлад або розлади.
Уперше термін «психоаналіз» Фройд використав французькою мовою 30 березня 1896 року в опублікованій ним статті про етіологію неврозів у «Неврологічному Журналі». 1900 року він видав свою першу самостійну роботу «Тлумачення сновидінь», яка присвячувалась аналізу неврозів з допомогою вивчення сновидінь аналізанта (пацієнта). Здійснюючи дослідження з використанням методу вільних асоціацій, він дійшов висновку, що джерелом неврозу більшості аналізантів є пригнічені сексуальні бажання (лібідо). При порушеннях розвитку лібідо (наприклад при фіксації на матері — едіпів комплекс) воно не може бути вдоволене і проявляється у вигляді симптомів психічного захворювання. Також невгамований потяг може бути перенаправлено на несексуальні цілі (сублімація). Відповідно, у цій концепції прояви заглушених сексуальних бажань можуть бути знайдені не тільки в снах та неврозах, але й в літературі та мистецтві (а також і в інших породженнях людської свідомості).
У своїх ранніх роботах (до 1920 року) Фройд як джерело неврозів розглядав конфлікт несвідомого стану (який керується «принципом задоволення») та свідомості, яка прагне до самозбереження («принцип реальності»). Внаслідок цього головна увага зосереджується на конфлікті всередині психічної інстанції, яка керується принципом реальності. У праці «Я та Воно» Фройд виділив у структурі психіки три компоненти — «Воно» (ід), «Я» (его) та «Над-Я» (супер-его). «Воно» відповідає за позасвідомий потяг, «Я» — принцип реальності. «Над-Я» формується в процесі засвоєння людиною соціальних норм, панування над психікою стає неусвідомленим, приводить до виникнення так званої «совісті» і неусвідомленого почуття провини.
Більша частина сучасних психоаналітиків не визнає пригнічену сексуальність джерелом усіх психічних розладів, переважно сексуальне трактування образів у снах також викликає сумніви. Водночас запроваджене Фройдом поняття несвідомого, метод пророблення прихованих причин симптомів та «економічний» розгляд психічних процесів, як взаємодії відособлених інстанцій, лежить в основі більшості шкіл сучасного психоаналізу, психотерапії та теорії особистості. Ідея в тому, що твори мистецтва можна розглядати як результат невротичних переживань творця та прояву неусвідомленого. Таке тлумачення мало величезний вплив на культуру ХХ століття.
Теорії Фройда та його методи лікування викликали полеміку у Відні в XX столітті та досі залишаються предметом гарячих суперечок. Ідеї Фройда часто обговорюють та аналізують у літературних та філософських роботах на додачу до неспинних дискусій у наукових та медичних роботах. Його часто називають «батьком психоаналізу».

### Метод вільних асоціацій
Усупереч традиціям критичного мислення XIX століття Фройд запропонував відмовитися від ролі свідомості як контролера при нагляді за психічними процесами. На його думку, свідомість відсікає думки, що виникають на периферії, а також образи ще до того, як вони потраплять у поле уваги суб'єкта, тоді як при аналізі душевних рухів саме ці думки та образи можуть виявитися важливими.
Фройд став використовувати метод вільних асоціацій. Пацієнтам пропонувалось розслабитись на кушетці і говорити все, що спаде їм на думку, якими би абсурдними, неприємними або непристойними вони не здавались з точки зору повсякденних стандартів. Коли це відбувалось, виявлялось, що потужні емоційні потяги виводили неконтрольоване мислення в напрямку до психічного конфлікту. Фройд стверджує, що перша випадкова думка утримує в собі якраз те, що потрібно, і є по суті забутим продовженням спогаду. Пізніше він робить застереження, що це не завжди так буває. Те, що думка, яка виникає у хворого, не може бути ідентична з забутим уявленням, повністю пояснює душевний стан хворого. У хворого під час лікування діють дві сили — одна проти іншої: з одного боку, його свідоме прагнення згадати забуте, а з іншої — опір, який перешкоджає витісненому або його похідній повернутись у свідомість. Якщо цей опір дорівнює нулю або є незначним, то забуте без будь-яких змін виникає у підсвідомості. Чим сильніше спотворення під впливом опору, тим менше схожості з думкою, яка виникає — замінником витісненого та самим витісненим. Все ж, ця думка повинна мати хоч якусь схожість із тим, що шукали, через те, що ця думка має те ж саме походження, що й симптом. Якщо опір не дуже інтенсивний, то за цією думкою можна дізнатись так звану «істину». Випадкова думка повинна мати відношення до витісненої як певний натяк.
Поняття «асоціація» — одне з найдавніших у психології. Його можна зустріти у Платона та Арістотеля. Подібно тому, як стовбур дерева, розвиваючись, обростає новими кільцями, ці поняття, які передаються від епохи до епохи як мудрість століть, збагатились новим змістом. Правило утворення асоціацій століттями вважалося головним законом психології. Воно стверджує: якщо будь-які об'єкти сприймаються одночасно або в безпосередньому взаємозв'язку, то поява одного з них спричиняє за собою усвідомлення іншого. Якщо глянути на яку-небудь річ, людина згадує її відсутнього власника, оскільки раніше вона ці два об'єкти сприймала одночасно, в силу чого між їхніми слідами зміцнився асоціативний зв'язок. Різноманітним видам асоціацій було присвячено велику кількість психологічних трактатів. Коли психологія перетворилась на науку, асоціації стали вивчати екстремально, щоб виявити закони пам'яті, уяви та інших психічних процесів. Було з'ясовано, з якими уявленнями асоціюються у різних людей різні слова, скільки разів потрібно повторити список слів, щоби між ними виник зв'язок, який би дав змогу цілком або частково запам'ятати це слово та ін. В усіх випадках стояло завдання вивчення роботи свідомості. Фройд використовував матеріал асоціацій в інших потребах. Він шукав у цьому матеріалі шлях до ділянки тих спонук, які не усвідомлюються, натяки на те, що відбувається в «киплячому казані» афектів, потягів. Для цього, він вважав, асоціації варто вивести з-під контролю свідомості. Вони повинні бути вільними. Так народилася процедура психоаналізу, тобто його технічне використання.

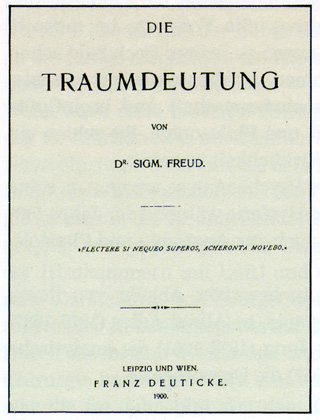
Обкладинка першого видання «Тлумачення сновидінь» (1900 рік).

### Теорія сновидінь
Основні позиції теорії сновидінь Фройда стверджують:
1. Сновидіння — це спотворений замісник чогось іншого, несвідомого; крім явного сновидіння, існує несвідоме приховане сновидіння, яке і проявляється в свідомості у вигляді явного сновидіння. Вміст несвідомого — це так звані витіснені бажання.
2. Функція сновидінь — оберігати сон. Сновидіння — це компроміс між потребою у сні та намаганнями порушити його несвідомими бажаннями; галюцинаційні використання бажань, функція якої — оберігати сон.
3. Сновидіння проходять обробку: перетворення думок в зорові образи, згущення, зміщення, вторинна обробка, заміна символом.
Теорію сновидінь Фройд докладно виклав у книзі «Тлумачення сновидінь» (1900), — його першій великій роботі з психоаналізу, яка залишилась однією із основних його робіт.

#### Сенс сновидінь
«Щоб зрозуміти природу сновидіння, які з'являються в стані сну, насамперед потрібно з'ясувати сенс самого сну, — каже Фройд. Його сенс — це відпочинок: змучений за день організм у стані сну відпочиває. Психологічний же сенс сну є у втраті цікавості до зовнішнього середовища».
Можна було припустити, що сновидіння — реакція душі на зовнішні або соматичні подразники, котрі діють на людину, котра спить. Однак ці подразники не можуть пояснити всього сновидіння, і Фройд висунув наступну фундаментальну пропозицію: свідоме сновидіння — це «спотворений замісник чогось іншого, несвідомого». Окрім явного сновидіння, існує підсвідоме приховане сновидіння, яке проявляється в свідомості у вигляді явного сновидіння. Іншими словами: окрім зовнішніх та соматичних подразників, є ще подразники, котрі мають психічну, хоча і несвідому природу, які діють на людину, котра спить, породжуючи в її свідомості сновидіння.

#### Приховане сновидіння
Позасвідомі психічні подразники (приховані сновидіння) поділяються на дві групи.
Частина прихованого сновидіння — це враження за день, залишки, уривки яких проявляються у сновидінні.
Друга — головна — частина прихованого сновидіння знаходиться у позасвідомому (у вузькому сенсі цього слова) — у тій сфері психіки, де мешкають позасвідомі бажання. У денний період часу ці бажання витісняються, не допускаються в свідомість певною інстанцією. (цензура сновидіння, або — в термінах пізнішої моделі Фройда — Над-Я). Вночі ж, коли людина нерухома і фізично не спроможна здійснити бажання, котрі витісняються, дія цензури ослаблюється і несвідомі бажання проникають в свідомість, тобто в сновидіння.
Позасвідомі, витіснені бажання — це бажання, просто неприйнятні «в етичному, соціальному відношенні».
Ці бажання егоїстичні. Це: 
1) сексуальні бажання (в тому числі — і особливо — заборонені етичними та громадськими нормами — наприклад, інцест); 
2) ненависть (бажання помсти та смерті найближчим та коханим в житті — батькам, братам і сестрам, чоловіку чи жінці, навіть власним дітям).
Несвідомі бажання, вдягаючись у фрагменти денних вражень, використовуючи їх як матеріал, з'являються у сновидінні. Саме несвідоме бажання є активною, рушійною силою прихованого сновидіння, яка проштовхує його в явне сновидіння; воно віддає психічну енергію для створення сновидіння.
Щодо явного сновидіння, однак, неважко помітити, що нам сняться не одні наші бажання, але й галюцинаторне виконання бажань, тобто ми бачимо наші бажання, які здійснились в образній формі (з використанням матеріалу денних вражень), неначе вони здійснились наяву. Пояснити цей факт допомагає наступна фундаментальна теза Фройда: функція сновидіння — оберігати сон. Саме цим пояснюється видозміна подразників, таких, як дзвоник будильника, потрапляючи в сон, в сновидіння — сновидіння захищає сон від цього дзвінка, який би мав перервати його. Так само і несвідоме психічне подразнення — бажання, яке прорвалось в сновидіння, — мало б розбудити людину — для того щоб здійснити це бажання, людина мала б прокинутись і діяти. Але сновидіння уявляє бажання, вже коли воно здійснилось, та дає змогу спати далі. Таким чином, сновидіння є галюцинацією, яка виконує бажання, його функція — захищати сон.

#### Робота сновидіння
У найпростішій формі сновидіння трапляється у маленьких дітей і почасти у дорослих. Це нічим не замасковане галюцинаційне виконання бажань або вираження вдоволення актуальних соматичних потреб: наприклад, коли спляча людина страждає від спраги і бачить у сні, як вона п'є.
Однак зазвичай приховані сновидіння, перед тим як з'явитись в свідомості сплячої людини у вигляді явних сновидінь, проходять певну обробку (робота сновидіння). Робота сновидіння складається з чотирьох компонентів: перетворення думок на зорові образи, згущення, зміщення, вторинна обробка.
1. Перетворення думок на зорові образи. Ця операція дуже складна, оскільки потребує зображення абстрактних відношень, які утримуються в думках у вигляді конкретного, яке тільки і може зберігатись в образах. Логічні елементи, те, що в мові виражається абстрактними поняттями та логічними кон'юнкціями, при цьому випадають, і при тлумаченні сновидіння їх доводиться відновлювати.
2. Цензура сновидіння, яка в денний час не пропускає неприйнятні бажання в свідомість, вночі хоча і пропускає їх, але при цьому перекручує до неможливості, користуючись механізмом згущення та зміщення.
a). Згущення. Дія згущення проявляється в тому, що декілька елементів прихованого сновидіння в явному сновидінні втілюються в одному елементі (наприклад, декілька різних людей згущаються в одне обличчя). Деякі з елементів прихованого сновидіння можуть зовсім не зобразитись в явному сновидінні.
b). Зміщення. Робота зміщення виражається в заміні елемента прихованого сновидіння натяком. Окрім того, цей механізм може робити зміщення акценту з одних елементів сновидіння на інші, так що, найважливіші елементи прихованого сновидіння виявляються майже не помітними в явному сновидінні, та навпаки.
c). Вторинна обробка. Вторинна обробка зв'язує явне сновидіння в більш чи менш усвідомлене ціле — адже механізми, які перетворюють приховане сновидіння в явне, працюють з кожним елементом прихованого сновидіння окремо, тому зв'язки, які в прихованому сновидінні були між його елементами, руйнуються. Вторинна обробка приводить до порядку все це, пригладжує отримане явне сновидіння, надає йому видимість свідомості.

#### Символи
Окрім всього вище перерахованого, існує ще один спосіб уявити в явному сновидінні елементи прихованого. Це заміщення прихованого елемента символом.
Символи, на відміну від звичайних елементів явного сновидіння, мають узагальнене (одне і теж для різних людей) і стале значення. Символи зустрічаються не тільки в сновидіннях, але і в казках та міфах, в буденній мові, поетичній мові. Число предметів, які зображаються в сновидіннях символами, обмежене.

### Табу на теорії Фройда і психоаналіз
Концепції та вчення Фройда нерідко забороняли в Радянському Союзі та нацистській Німеччині, позаяк вони суперечили державним ідеалам та консервативній моралі тоталітарних держав. Концепції Фройда зачіпають такі гостро-етичні проблеми як:
- інцест (едіпів комплекс) і гомосексуальність, з точки зору Фройда табу на проявлення подібних зносин є продуктом культури,
- причини виникнення табу,
- поява вождя,
- походження монотеїстичних релігій (висування власної версії також зустрічало неприйняття у релігійних громадян).

У Радянському Союзі після революції використання психоаналізу вітали, відкрили державний психоаналітичний університет. У середині 20-х виникла бурхлива полеміка навколо Фройда та психоаналізу, питання про те, чи потрібна ця наука молодій радянській країні. Врешті-решт психоаналіз оголосили брехнею та буржуазним вченням, несумісним з марксизмом. Так, А. Вар'яш вказував, що Фройд «ігнорує економічну структуру суспільства», фройдівське розуміння позасвідомого «не здатне пояснити появу класів», а фройдизм у цілому не може прийти «до правильних висновків».
А. Залкінд відзначав «властивий його вченню „сексуальований“ гегелівський ідеалізм» та еклектизм з «сильним метафізичним присмаком». Сталін безпосередньо приклав руку до цього повороту в науці, точніше, ініціював процес її політизації та ідеологізації.
Апогеєм усіх цих знущань над Фройдом є нацистські переслідування. У третьому рейху за дослідження в сфері психоаналізу Фройда таврували як людину, хвору на статеві розбещення, непристойну та аморальну. Тільки завдяки особистому втручанню Франкліна Рузвельта та інших впливових осіб, а також досить великому викупу, який оплатили нацистам, його вдалось вивезти до Англії.

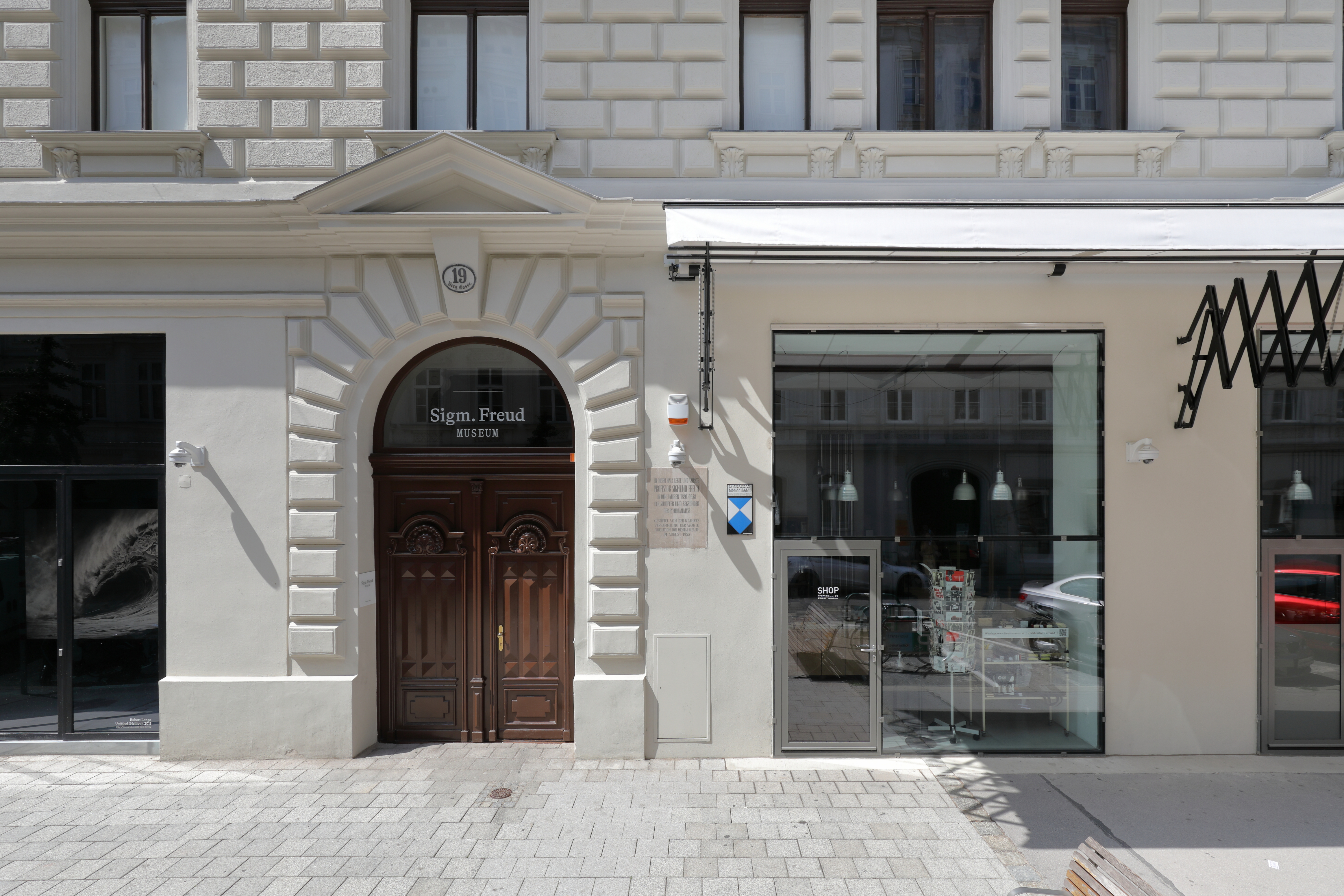
Музей Зигмунда Фройда у Відні.

## Цікаві факти
- Фройдові приписують вислів «Час, проведений з кішками, ніколи не витрачено намарно». Проте Зигмунд писав своєму другові Арнольдові Цвейгові: «Я, як відомо, не люблю кішок» — він віддавав перевагу спілкуванню з собаками.
- Фройд ненавидів музику. У нього зовсім не було слуху. Його сестра хотіла грати на фортепіано, але він сказав: «Або я, або фортепіано».
- Зигмунд Фройд мав непереборну пристрасть до куріння сигар. Пораховано, що в середньому протягом життя він випалював по 21 сигарі на день, втім, в останні роки життя через хворобу на рак суттєво обмежував себе і випалював не більше 1 сигари на день.
- Панічно боявся числа 62. Навіть ніколи не поселявся в готелі, де більше 60 номерів, щоб його випадково не заселили в кімнату під цим номером.
- Фройд мав ще один страх — запізнитися на потяг. Поїзд зайняв значне місце в теорії психоаналітика. Наприклад, в «Теорії сновидінь» він писав, що побачити уві сні поїзд, що від'їжджає — до смерті, а той, що приїжджає — до народження.
- Зигмунд Фройд вживав кокаїн. У 1884—1887 роках провів свої перші наукові дослідження, пов'язані з кокаїном. Він писав: «Я відчуваю на собі вплив кокаїну, він пригнічує відчуття голоду, сну, втоми, кокаїн підвищує мої розумові здібності». Він вважав, що його можна використовувати для лікування як фізичних, так і психічних розладів, але з часом зрозумів негативний вплив кокаїну на організм і припинив досліди.
- Дружив з отоларингологом і психоаналітиком Вільгельмом Флісом, який висунув гіпотезу про те, що існує прямий зв'язок між формою носа і нюхом жінки з її сексуальністю.
- Фройд вважав себе своїм улюбленим пацієнтом.
- Першим провів сеанс гіпнозу без асистента, що в той час було незаконним.
- Мав феноменальну фотографічну пам'ять, володів латинською, французькою, італійською, грецькою та іншими мовами.
- Консультував принцесу Марію Бонапарт, яка заплатила нацистам 100 000 шилінгів, щоб ті випустили його з Австрії.
- Зигмунду Фройду також приписують вислови: «Інколи сигара — це просто сигара» та «Це єдина раса людей, до якої психоаналіз застосувати неможливо» (начебто адресована ірландцям). Проте жодних документальних свідоцтв, що він коли-небудь казав це, не існує.
- На честь психолога назвали астероїд 4342 Фройд.[27]
- На сьогодні в світі існують три музеї Зигмунда Фройда: у Відні, де він працював, у Лондоні, де він провів останній рік свого життя, та в Пржиборі (Чехія) — у будинку, де він народився.
- На стіні віденських кабінетів Зигмунда Фройда від 1886 до 1938 року висіла літографічна копія картини «Клінічний урок у Сальпетрієрі». Після приїзду до Англії картину було негайно повішено в його лондонському кабінеті[28].

## Основні праці
1. 1887 Студії про дигіталізат коки (Studie Über Coca Digitalisat)
2. 1893 Про психічні механізми феномену істерії (Über den psychischen Mechanismus hysterischer Phänomene zusammen mit Breuer)
3. 1895 Entwurf einer Psychologie (рукопис; спільно з Йозефом Бреєром)
4. 1895 Дослідження істерії[en] (спільно з Йозефом Бреєром).
5. 1896 Етіологія істерії (Zur Ätiologie der Hysterie)
6. 1900 Тлумачення сновидінь (Die Traumdeutung)[26]
7. 1904 Психопатологія повсякденного життя (Zur Psychopathologie des Alltagslebens)
8. 1905 Дотепність та її відношення до несвідомого
9. 1905 Три нариси з теорії сексуальності (Drei Abhandlungen zur Sexualtheorie)
10. 1908 «Культурна» соціальна мораль та сучасна нервозність(Die 'kulturelle' Sexualmoral und die moderne Nervosität)
11. 1910 Леонардо да Вінчі — Спогад дитинства
12. 1913 Тотем і табу (Totem und Tabu)
13. 1914 Історія психоаналітичного руху (Zur Geschichte der psychoanalytischen Bewegung)
14. 1915 Роздуми про війну та смерть (Zeitgemäßes über Krieg und Tod)
15. 1916 Сум і меланхолія (Trauer und Melancholie)
16. 1917 Вступ лекцій до психоаналізу (Vorlesungen zur Einführung in die Psychoanalyse)
17. 1920 По той бік принципу задоволення (Jenseits des Lustprinzips)
18. 1921 Психологія мас і аналіз Я людини (Massenpsychologie und Ich-Analyse)
19. 1923 Я і Воно (Das Ich und das Es)
20. 1925 Представлення себе" (Selbstdarstellung)
21. 1927 Майбутнє однієї ілюзії (Die Zukunft einer Illusion)
22. 1930 Невпокій в культурі (Das Unbehagen in der Kultur)
23. 1933 Чому війна? (Warum Krieg?)
24. 1933 Новий наслідок лекцій з вступу до психоаналізу (Neue Folge der Vorlesungen zur Einführung in die Psychoanalyse)
25. 1937 Аналіз кінцевий та безкінечний (Die endliche und die unendliche Analyse)
26. 1939 Мойсей та монотеїзм (Der Mann Moses und die monotheistische Religion)

## Переклади українською
- Зігмунд Фрейд. Основні категорії психоаналізу / пер. з нім. А. Березінської) // Всесвіт : журнал. — 1991. — № 5 (749). — С. 164—170.[29]
- Зиґмунд Фройд. Поет і фантазування // Слово. Знак. Дискурс: Антологія світової літературно-критичної думки ХХ ст. / за ред. М. Зубрицької. — Львів : Літопис, 1996. С.83—90. — ISBN 966-7007-54-9.
- Зіґмунд Фройд. Вступ до психоаналізу / пер. з нім. Петра Таращука. — Київ : Основи, 1998. — 709 с. — ISBN 966-500-013-6.
  - Зиґмунд Фройд. Вступ до психоаналізу / пер. з нім. Петра Таращука. — Харків : КСД, 2015. — 480 с. — ISBN 978-966-14-8981-2 (ebook). — ISBN 978-966-14-8353-7 (палітурка).
- Зигмунд Фройд. Три нариси з теорії сексуальності / пер. з нім.: проф. Юрій Кузнєцов, Анатолій В. Фурман // Психологія і суспільство : журнал. — Тернопіль, 2008. — № 4. — С. 45-91.
- Зиґмунд Фройд. Психологія сексуальності / пер. Є. В. Тарнавського. — Харків : Фоліо, 2018. — 151, [2] с. — (Істини ; 19).
- Зиґмунд Фройд. Тотем і табу / пер. Володимира Чайковського — Харків : Фоліо, 2019. — 267 с.
- Зиґмунд Фройд. Тлумачення снів / пер. Володимира Чайковського — Харків : Фоліо, 2019. — 603 с.
- Зиґмунд Фройд. Історії хвороб: Дора. Шребер. Чоловік-щур / пер. з нім. Романа Осадчука. — Київ : Комубук, 2019.
- Зиґмунд Фройд. Невпокій в культурі / пер. з нім.: Ю. Прохасько. — Київ : Апріорі, 2021. — 120 с.